# Technisch directeur
Een technisch directeur, soms aangeduid als CTO (chief technology officer), is een topfunctionaris binnen een bedrijf of soortgelijke organisatie. De kerntaak van de technisch directeur ligt op technische en wetenschappelijke zaken binnen het bedrijf, onder meer wat betreft innovatie, zoals de ontwikkeling van nieuwe productietechnologie en producten, en dit vooral indien deze een grote invloed hebben op het gehele bedrijf. In het algemeen rapporteert de technisch directeur rechtstreeks aan de algemeen directeur.
Ook binnen de sport is technisch directeur een gangbare functiebenaming, voor de verantwoordelijke voor het technische beleid.